# Eipri
Eipri är en ort i Estland. Den ligger i Väike-Maarja kommun och landskapet Lääne-Virumaa, i den centrala delen av landet, 100 km öster om huvudstaden Tallinn. Eipri ligger 129 meter över havet och antalet invånare är 128.
Terrängen runt Eipri är platt. Runt Eipri är det mycket glesbefolkat, med 7 invånare per kvadratkilometer. Närmaste större samhälle är Väike-Maarja, 4,8 km väster om Eipri. Trakten runt Eipri består till största delen av jordbruksmark.